# Frank Steijns
Frank Steijns (Bilzen, 25 december 1970) is stadsbeiaardier van Maastricht, Weert en Heerlen. Daarnaast speelt hij viool in het Johann Strauss Orkest van André Rieu.

## Opleiding
Steijns studeerde hoofdvakken viool, harmonieleer en contrapunt aan het Lemmensinstituut te Leuven. Hij behaalde er vier eerste prijzen en in 1994 het Laureaatsdiploma. Zijn opleiding tot beiaardier volgde hij aan de Koninklijke Beiaardschool te Mechelen (België), waar hij in 1991 met grote onderscheiding zijn einddiploma behaalde.

## Beiaardier
In oktober 1994 werd hij benoemd tot stadsbeiaardier van Weert. Op zaterdagen om 14.30 uur bespeelt hij de beiaard van de St. Martinuskerk in Weert, met 20.000 kilo een van de zwaarste carillons van Nederland. In 1995 werd hij benoemd tot adjunct-stadsbeiaardier van Maastricht, naast zijn vader Mathieu Steijns die deze functie sinds 1952 bekleedde. In 1997 volgde hij zijn vader op, waarmee hij de 13e stadsbeiaardier van Maastricht werd. Elke zaterdag om 12.30 uur bespeelt hij het historische stadscarillon in de toren van het Maastrichtse stadhuis en bij speciale gelegenheden ook het carillon van de St. Servaasbaseliek. Ook in Heerlen volgde hij zijn vader in 1995 op als stadsbeiaardier. Hij bespeelt er het carillon van de St. Pancratiuskerk, op marktdagen in de zomer.

## Violist
In het Johann Strauss Orkest van André Rieu is Steijns als violist een opvallend figuur. In 2005 maakte hij furore door tijdens het concert op het Vrijthof in Maastricht, samen met het orkest van Rieu, het carillon van de sint-Servaas te bespelen. In 2006 toerde hij met een zelfontworpen mobiel carillon met Rieu de hele wereld rond. Nadat dit mobiele carillon werd gestolen werd er een nieuw instrument aangeschaft waarmee hij opnieuw met het orkest van Rieu de wereld rond ging in 2015-2016.

## Componist
Steijns schreef talloze composities en arrangementen voor carillon. Enkele hiervan werden in 1996 uitgegeven in de Weerter Beiaardbundel, die door de uitgever werd geschonken aan alle beiaardiers ter wereld. Regelmatig worden composities uit deze bundel uitgevoerd. Met André Rieu maakte hij diverse arrangementen en composities.

## Hedendaagse muziek
Steijns is een voorvechter van hedendaagse muziek. Hij speelde premieres van verschillende composities die voor hem geschreven zijn. Daarbij hebben spectaculaire voorstellingen zijn voorkeur, omdat ze een groot publiek bekend maken met hedendaagse carillonmuziek. Zo voerde hij van de Spaanse avant-gardecomponist Llorenç Barber het concert For Whom the Bell Tolls voor carillon en 250 luidklokken uit, in Maastricht en Innsbruck. Ook de uitvoering van 'Zware Metalen' voor carillon en geluidsband van de Utrechtse componist René Uijlenhoet deed veel stof opwaaien.

## Educatieve projecten
Steijns creëerde samen met de Maastrichtse poppenspeler Ruben Komkommer een educatieve voorstelling voor kinderen: 'Bubbelende Belletjes Bei(N)aardier' waarin  2 oude  volksculturen samengebracht worden, te weten poppenspel en klokkenspel. Bij dit kinder-muziektheater speelt hij, al naargelang de situatie, op een torenbeiaard of zijn eigen reizende carillon van 41 klokken.
Daarnaast verzorgt hij regelmatig CKV-projecten waarbij middelbareschooljeugd tussen de klokken in de toren les krijgt over klokken en carillons

## Onderscheiding
Op 7 april 2008 ontving hij, als lid van het Strauss Orkest, samen met André Rieu de eremedaille in goud van de stad Maastricht uit handen van burgemeester Gerd Leers. Dat is het belangrijkste ereteken van de stad. De eremedaille is voor personen die jarenlang buitengewone prestaties leveren met een positieve invloed op de stad.

## Muziekvoorbeelden
- Frank Steijns op het kleinste carillon van Moordrecht bij Gouda
- Frank Steijns op carillon in Belfast - Circus Renz

- Bibliothèque nationale de France: cb16153577w (data)
- International Standard Name Identifier: 0000 0000 7300 0109
- MusicBrainz: 29596308-4a56-4eab-b640-9ea3a4e2c7ff
- Système universitaire de documentation: 157335704
- Virtual International Authority File: 102414796
- WorldCat: E39PBJtCFKFjWgYdt4QWkHD6rq